# آراسته‌آروارگان
آراسته‌آروارگان (نام علمی: Compsognathidae) نام یک تیره از کلاد ددپایان است.